# Alice Lok Cahana
Alice Lok Cahana (* 7. Februar 1929 in Sárvár, Königreich Ungarn; † 28. November 2017 in Portland, Oregon) war eine ungarisch-amerikanische Malerin, Graphikerin und Überlebende der Shoah. Als Jugendliche war sie Häftling in den Konzentrationslagern Auschwitz-Birkenau, Guben und Bergen-Belsen. Ihre bekanntesten Werke sind ihre Schriften und abstrakten Gemälde über den Holocaust.

## Kindheit und Jugend

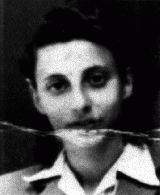
Alice Lok, Januar 1944

Alice Lok wuchs in einer jüdischen Familie als Tochter von Jeno Yehuda Lok und Teri
Schwarcz mit den wesentlich jüngeren Brüdern Ocsi und Imi und der zwei Jahre älteren Schwester Edith nahe der österreichischen Grenze im jüdisch-orthodoxen Milieu von Sárvár auf. Ihr Vater arbeitete in der Teppichweberei und im Import-/Exportgeschäft der Familie und war oft unterwegs, um das Büro in Budapest zu besuchen. Ihr Großvater war Gemeindevorsteher und Vorsitzender einer der Synagogen in Sárvár.
Während des Zweiten Weltkrieges wurde Ungarn am 19. März 1944 von der Wehrmacht und dem Eichmann-Kommando besetzt (Unternehmen Margarethe) und die jüdischen Ungarn wurden vollständig entrechtet. Im April 1944 marschierten deutsche Soldaten in Sárvár ein. Kurz darauf musste die Familie in das neu errichtete Ghetto umziehen, ihr Wohnhaus und die Fabrik wurden nichtjüdischen Bewohnern übereignet. Ab dem 27. April begannen unter der Leitung von Adolf Eichmann die massenhaften Deportationen nach Auschwitz. Auch Alice wurde mit ihrer Mutter, ihrer Schwester und ihren Brüdern, ebenso wie ihr Großvater, ihre Onkel, Tanten, Cousins und Cousinen im Juni 1944 in Viehwaggons in das KZ Auschwitz-Birkenau deportiert. Ihr Vater hielt sich zu diesem Zeitpunkt in Budapest auf und entging so der Verschleppung. Bei ihrer Ankunft wurde die Familie getrennt und Alice in ein Lager mit Kindern unter 15 Jahren gebracht. Ihrer Schwester Edith gelang es etwas später, ebenfalls dorthin verlegt zu werden. Als sich die Sowjetarmee dem Lager im besetzten Polen näherte, wurden Alice und andere Häftlinge in das Arbeitslager der I.G.-Farben-Munitionsfabrik in Guben verlegt, ein Außenlager des KZ Groß-Rosen, und im Februar 1945 in einem Todesmarsch nach Bergen-Belsen weitergeschickt.
Zwei Tage nach der Befreiung aus dem KZ Bergen-Belsen am 15. April 1945 wurde ihre an Typhus erkrankte damals achtzehnjährige Schwester Edith in ein Krankenhaus des Roten Kreuzes gebracht, wo sie starb. Ihr Vater, der in Budapest arbeitete, überlebte, weil er zusammen mit etwa 20.000 anderen ungarischen Juden vom schwedischen Diplomaten Raoul Wallenberg mit einem gefälschten so genannten schwedischen Schutzpass ausgestattet und so gerettet wurde. Diese Dokumente identifizierten die Inhaber als schwedische Staatsbürger, die ihre sichere Repatriierung erwarteten. Mit Ausnahme ihres Vaters kamen die gesamte Familie und die Verwandten von Alice Lok ums Leben.
Nach ihrer Befreiung wurde Alice Lok am 24. Juli 1945 als eine von 30.000 Juden vom Schwedischen Roten Kreuz zur Genesung von Typhus und Tuberkulose zunächst in ein Rehabilitationszentrum nach Halmstad bei Göteborg gebracht. 1946 kehrte sie nach Ungarn zurück, um in Budapest bei ihrem Vater Jeno Yehuda und seiner neuen Frau Aranka Lok zu leben.

## Leben in Israel, Schweden und Amerika
1946 wanderte sie mit Hilfe der Untergrundbewegung Bricha im Zuge von Alija Bet illegal in das britische Mandatsgebiet Palästina ein. Sie lebte zunächst bei ihrer Tante mütterlicherseits, Muncie Herman, die vor dem Krieg ausgewandert war. Zwischen 1949 und 1951 besuchte Alice Lok eine Schule für Kindergärtnerinnen in Tel Aviv und arbeitete mit jemenitischen Kindern. 1949 lernte sie ihren Mann, den Rabbiner Moshe Hillel Cahana (14. Januar 1922–2004), einen jungen Unabhängigkeitskämpfer, kennen. Das Paar heiratete am 25. Dezember 1951. Sie ließen sich 1952 im schwedischen Borås nieder, wo Sohn Ronnie David Zishe am 15. November 1953 geboren wurde. Alice Lok Cahana war als Erzieherin tätig, ihr Mann in einer Gemeinde, die zum großen Teil aus Überlebenden des Holocaust bestand.
1957 wanderte die Familie nach Amerika aus. In New York ließ Moshe sich zum Rabbiner ausbilden, schloss sich auf Einladung von Rabbi Wolfe Kelman dem Konservativen Judentum an und war bis 1959 in Avenel tätig. Dann zog die Familie Cahana nach Houston, Texas, wo Moshe der erste Rabbiner der Gemeinde Brith Shalom in Bellaire wurde. Am 17. November 1959 wurde der zweite Sohn Michael Tzvi Shraga geboren. Alice Lok Cahana hatte auch früher schon intensiv gezeichnet, geschrieben und gedichtet. 1962 begann sie an der University of Houston Kunst zu studieren, unter anderem als Schülerin von Joe Tate und Dadi Wirz. Am 2. November 1963 wurde Tochter Rina Edith geboren, bei der Trisomie 21 diagnostiziert wurde. Entgegen der gängigen Meinung, das Kind in eine Einrichtung zu geben, entschieden sich die Cahanas dagegen. 1966 schloss Lok Cahana ihr Kunststudium ab und war von 1969 bis 1977 Gasthörerin an der Rice University.
1978 besuchte Lok Cahana ihre Heimatstadt Sárvár zum ersten Mal seit dem Krieg und war erschüttert von der Ignoranz und dem Desinteresse der Einwohner an dem Schicksal der deportierten und ermordeten jüdischen Bevölkerung. Nach dieser Reise änderte sie ihren Stil vom abstrakten Expressionismus radikal hin zu riesigen Mixed-Media-Kunstwerken, die sich überwiegend mit dem Holocaust beschäftigen. Von 1979 bis 1980 lebte sie mit ihrem Mann, der den Oberrabbiner Morton Narrowe während seines Sabbaticals vertrat, in Stockholm. Lok Cahana stand ein Atelier zum Arbeiten zur Verfügung und sie hatte eine Ausstellung. Zurück in den USA war sie weiter künstlerisch tätig und stellte ihre Werke vielfach aus. Daneben engagierte sie sich in Projekten und Filmen zur Erinnerung an den Holocaust und veröffentlichte eigene Texte dazu. Der älteste Sohn Ronnie wurde Rabbiner, ebenso wie der zweitgeborene Michael, der Oberrabbiner der Kongregation Beth Israel in Portland, Oregon wurde. Im Mai 2004 starb Lok Cahanas Mann und im April 2012 zog sie mit ihrer Tochter Rina in das „Rose Schnitzer Manor“ im Cedar Sinai Park nach Portland, Oregon, um in der Nähe von Sohn Michael und Schwiegertochter Kantorin Ida Rae Cahana und deren Kindern zu sein. In diesem betreuten Wohnpark für ältere oder beeinträchtigte Menschen lebte Lok Cahana bis zu ihrem Tod 2017. Ihr Grab liegt, wie das ihres Mannes, im Emanu El Memorial Park in Houston.

## Werk
Lok Cahanas Frühwerke mit abstrakten Farbfeldern und flachen, ungegenständlichen Flächen entstanden unter dem Einfluss der Farbfeldmalerei von Morris Louis sowie von Helen Frankenthaler, Mark Rothko und Kenneth Noland und spiegelten den in den 1950er und 1960er Jahren in Houston vorherrschenden Malstil wider. Der Besuch ihrer Heimatstadt Sárvár 1978 bedeutete einen Wendepunkt in ihrem Leben. Sie widmete sich seither in ihrem künstlerischen Schaffen dem Gedenken der im Holocaust umgekommenen Juden. Zunächst arbeitete sie an einer Serie von Gemälden, die von der Anthologie von Gedichten und Bildern I Never Saw Another Butterfly von Kindern aus dem Ghetto Theresienstadt inspiriert wurden. In ihrem weiteren Schaffen sind wiederkehrende Bildelemente die Verbrennungsöfen, die Eisenbahngleise in die Lager, das „alles verzehrende Feuer“ und die der Kennzeichnung der Häftlinge in den Konzentrationslagern dienenden Zahlenfolgen, „die die obsessive Zählweise der Nazis symbolisieren“.
Lok Cahana entwickelte eine Bildsprache mit abstrakten Elementen und Collagen mit persönlichen und historischen Bezügen, die ihre Erfahrungen während des Holocausts widerspiegeln. Für ihre Arbeiten verwendete sie
Fragmente von Fotografien, Zeitungsausschnitte und -schlagzeilen, Seiten aus dem geretteten Gebetbuch ihrer Mutter, gelbe Sterne, Gedichtzeilen von Kindern in den Lagern, ebenso wie Asche, die verkohlten Überreste von Briefen und Kinderzeichnungen und falsche Pässe, wie sie Wallenberg an die ungarischen Juden verteilt hatte. In den jüngeren Arbeiten mit abstrakten und gegenständlichen Elementen sowie hebräischen Schriftzeichen verwendete sie zusätzlich auch Kupfer und Halbedelsteine. Die Bilder auf Leinwand oder Karton gestaltete sie oft als Gedenktafeln oder Schriftrollen, die an die Tora-Rolle erinnern.
Die Bilder sind oft mit Gedichten oder Prosatexten kombiniert, die „die verschiedenen psychologischen Stadien der Holocaust-Opfer beschreiben, deren Verwirrung in Unglauben überging, gefolgt von Terror und Resignation“. Daneben gibt es eine Reihe von Gemälden zum Thema Jakobsleiter. „Die langen, vertikalen, farbenprächtigen Bilder sind im Wesentlichen Metaphern für die Wiedergeburt der Hoffnung, die für Cahana zur Leiter aus der Hölle ihrer Vergangenheit wurde“. Ihr Werk, „das von einer zarten Sensibilität geprägt ist“, endet „mit einer positiven transzendentalen Note, in der die Einbeziehung von Zahlen, Buchstaben und Gedichten zur Wiederverkörperung, zum Gedenken und zur Wiederherstellung der Namen derer, die im Holocaust starben, zu einem Mittel wird, die Entmenschlichung und Vernichtung der Juden rückgängig zu machen.“ Ihre Intention war, dass ihr Werk von der „Transzendenz des menschlichen Geistes handeln sollte, vom Triumph der menschlichen Spiritualität über das unmenschliche Böse“.
Cahanas Werke befinden sich in zahlreichen Sammlungen, darunter das Holocaust Museum Houston, das Florida Holocaust Museum, Yad Vashem und das United States Holocaust Memorial Museum. Ihr Gemälde No Names ist das einzige Kunstwerk zum Thema Holocaust, das in der Sammlung Moderner Religiöser Kunst der Vatikanischen Museen in Rom ausgestellt ist. Cahana war 2006 in das Vatikanische Museum in Rom eingeladen, um Papst Benedikt XVI. ihr Werk über ihre ersten Momente in Auschwitz zu übergeben. „Das Gemälde zeigt Zuggleise, die in der Dunkelheit des Lagers verschwinden. Die Oberfläche ist mit Zahlen bedeckt, die den Nummern entsprechen, die auf die Arme der Häftlinge tätowiert waren“.

## Dokumentationen und Veröffentlichungen (Auswahl)
1994 gab Lok Cahana ein Interview für das „Voices of the Holocaust Oral History Project“ des Louie B. Nunn Center for Oral History, das die persönlichen Erzählungen von Überlebenden des Holocaust sammelt.
1996 ließ sie sich für das Buch und die Ausstellung When They Came to Take My Father des New Yorker Fotografen Mark Seliger in ihrem Atelier fotografieren.
1998 wurde Lok Cahanas Lebensgeschichte zusammen mit denen von vier weiteren ungarischen Überlebenden in Die letzten Tage (engl. The Last Days) verfilmt und war ab 2000 auch in Deutschland zu sehen. Er enthält Interviews mit Alice Lok Cahana und Filmmaterial von dem Gedenkgottesdienst der Familie für Edith Lok in Bergen-Belsen und dem Besuch von Alice mit ihrem Sohn Michael im KZ Auschwitz-Birkenau. Der Film wurde im Auftrag der Survivors of the Shoah Visual History Foundation unter Vorsitz von Steven Spielberg produziert. Sowohl Regisseur James Moll als auch Produzent Ken Lipper wurden bei der Oscarverleihung 1999 mit dem Oscar in der Kategorie „Bester Dokumentarfilm“ ausgezeichnet.
Lok Cahanas Aufzeichnungen über ihre Erfahrungen in Auschwitz wurden in „The Best Spiritual Writing 2011“ veröffentlicht.
2020 verfasste Ori Z. Soltes, Professor für Theologie, Geschichte und Kunstgeschichte an der Georgetown University, Gründungsdirektor der Fritz-Ascher-Gesellschaft sowie des Holocaust Art Restitution Project und ehemaliger Direktor des B’nai B’rith Klutznick National Jewish Museum in Washington, das Buch Immortality, Memory, Creativity, and Survival: The Arts of Alice Lok Cahana, Ronnie Cahana, and Kitra Cahana. Es zeigt die langfristigen Auswirkungen von Trauma und Erinnerung auf anhand von drei Generationen der Familie Cahana und ihre Kunst „im Kontext der biologischen und psychologischen Forschung und beschreibt ein komplexes Verständnis davon, wie Trauma – und insbesondere die Erfahrung des Holocaust – erinnert wird“.

## Ausstellungen (Auswahl)
- 2023: The Life and Art of Alice Lok Cahana. Josef and Edith Mincberg Gallery des Holocaust Museum Houston[7][10]
- 2009: Alice Lok Cahana: From Ashes to the Rainbow. Oregon Jewish Museum in Portland, Art Museum and Portland Center Stage, Portland/Oregon
- 2004: No Kaddish for the Children. Florida Holocaust Museum in St. Petersburg/Florida
- 1998: Holocaust Museum Houston[14]
- 1998: Art out of atrocity. Werke von Alice Lok Cahana und Robert Barsamian. Picker Art Gallery, Colgate University, Hamilton, New York[26]
- 1996: Retrospektive der Werke von Alice Lok Cahana, Holocaust Museum Houston[7]
- 1995: Witness and Legacy. Minnesota Museum of American Art in St. Paul/Minnesota
- 1995: Yad Vashem, Jerusalem[14]
- 1988: Rotunde im Kapitol der Vereinigten Staaten, Washington, D.C.[14]
- 1986–1988: From Ashes to the Rainbow: A Tribute to Raoul Wallenberg. Skirball Museum in Los Angeles, Hebrew Union College in Cincinnati/Ohio,[18] Jane I. and Robert H. Weiner Judaic Museum in Rockville/Maryland, Jewish Community Museum in San Francisco, Museum of the Pennsylvania Academy of Fine Arts in Philadelphia[1]
- 1982: From Ashes to the Rainbow, Houston Art Council / National Conference of Christians and Jews, Houston[1]